# آيت إنزال الجبل (تغدوين)
آيت إنزال الجبل هي إحدى مشيخات المملكة المغربية، تتبع جغرافيا لإقليم الحوز وإداريًا لتغدوين. يقدر عدد سكانها بـ 6906 نسمة حسب الإحصاء الرسمي للسكان والسكنى لسنة 2004.